# Hollen (Uplengen)
Hollen is een dorp in het Landkreis Leer in de Duitse deelstaat Nedersaksen. Bestuurlijk maakt het dorp sedert het begin van het jaar 1973 deel uit van de gemeente Uplengen.
Hollen, dat rond het jaar 1000 ontstond, en circa 1.200 inwoners telt, ligt direct ten noorden van de A28, tussen Leer en Westerstede. Ten noorden van Hollen ligt de vroeg-19e-eeuwse, naar koning George IV van Engeland en het Koninkrijk Hannover genoemde, veenkolonie Nordgeorgsfehn, ten zuiden ervan, en ten zuiden van de A28 , Südgeorgsfehn, op de grens met Detern. Het hoofddorp van de gemeente Uplengen, Remels, ligt op 7 km afstand in noordoostelijke richting.
Het dorp ligt in een landschap met landbouwgrond en met veel hoogveen en moerassig land.
Hollen heeft een neogotische kerk uit 1896. De kerk heeft een middeleeuwse voorganger gehad uit de dertiende eeuw.